# Wapen van het Nederlands militair ordinariaat

Het wapen van het Nederlands militair ordinariaat

Het Wapen van het Nederlands militair ordinariaat werd op 21 februari 1997 aan het Nederlands militair ordinariaat toegekend. Een eerste voorstel tot een vergelijkbaar wapen werd in 1983 gedaan.

## Blazoenering
De blazoenering van het wapen luidt als volgt:
In azuur een gekroonde, gevleugelde zeeleeuw van goud, getongd en genageld van keel, met beide klauwen een kruisstaf van goud opgeheven houdend. Het schild gedekt met een gouden met edelstenen bezette mijter, waarvan ter weerszijden van het schild twee gouden, van keel gevoerde linten met gouden franje afhangen, de uiteinden beladen met een breedarmig kruisje van keel; achter het schild, schuingekruist, een gouden kromstaf, de krul naar buiten gericht, en een omgekeerd zwaard van zilver met gouden gevest.
Het schild is blauw van kleur met daarop een gouden gekroonde en gevleugelde zeeleeuw: een leeuw met vissenstaart. De tong en nagels van de leeuw zijn rood van kleur. Het schild wordt niet gedekt door een heraldische kroon maar door een gouden met edelstenen bezette mijter. De afhangende linten van de mijter zijn eveneens van goud met een rode voering en hebben een breedarmig roden kruis aan de onderkant. Achter het schild een gouden kromstaf en een zilveren zwaard met gouden vest.

## Symboliek
Het wapen kent verschillende symbolen:
- De zeeleeuw: deze symboliseert de vier krijgsmachtdelen: marine, landmacht, luchtmacht en de marechaussee. De zeeleeuw is eveneens afgeleid van de Nederlandse leeuw, mogelijk ook van de leeuw van Juda.
- De kruisstaf: brenger van vrede.
- De mijter: geeft aan dat het ordinariaat geen onderdeel is van defensie, maar van de katholieke kerk. Het ordinariaat is een bisdom binnen de Nederlandse kerkprovincie.
- De kromstaf staat symbool voor de kerk en het zwaard voor de Nederlandse strijdkrachten.